# Hospital Carlos III
El Hospital Carlos III es un hospital público situado en la ciudad de Madrid perteneciente al Servicio Madrileño de Salud.
Surgido en 1990 de la fusión de tres hospitales anteriores, los hospitales del Rey, Victoria Eugenia e Infante Don Felipe, se constituyó como un centro de referencia en investigación y tratamiento de enfermedades infecciosas. Una reestructuración de 2013 llevó al cierre de algunas de sus habitaciones y servicios relacionados con las enfermedades infecciosas y le dio la función de hospital de media estancia adscrito al Hospital Universitario La Paz para la derivación de pacientes de los hospitales públicos de la Comunidad de Madrid. La necesidad de ingresar a varios pacientes afectados por el ébola en 2014 propició la reapertura de las habitaciones y servicios que habían sido cerrados. Fue el hospital donde se aisló a los primeros casos confirmados de la pandemia de coronavirus en que se detectaron en la Comunidad de Madrid.